# ماریون ایزبل
ماریون ایزبل (انگلیسی: Marion William Isbell، ۱۲ اوت ۱۹۰۵ – ۲۰ اکتبر ۱۹۸۸) کارآفرین آمریکایی بود، که در سال ۱۹۵۳ شرکت رامادا را تأسیس کرد.